# Pentax K-m
Die Pentax K-m ist eine digitale Spiegelreflexkamera der Marke Pentax mit 10-Megapixel-Sensor. Sie kam im November 2008 auf den Markt.

## Beschreibung
Die K-m verfügt über ein sehr kompaktes, leichtes Kunststoffgehäuse. Sie wurde fast ausschließlich im Set mit einem oder zwei Objektiven der mechanisch vereinfachten Serie DA-L verkauft. In den USA heißt die baugleiche Variante K2000.
Die K-m wird mit vier Standard-Akkus oder Einweg-Batterien des Formats AA betrieben. Die Art der verwendeten Batterie kann über das Menü eingestellt werden, so dass recht verlässliche Angaben über die Restlebensdauer der Stromspeicher angezeigt werden.

## Weitere Funktionen
- opto-magnetischer Bildstabilisator. Der Aufnahme-Chip ist beweglich im Gehäuse verbaut und kann so Verwackelungen verhindern. Wird die Kamera auf einem Stativ betrieben, kann diese Funktion manuell ausgeschaltet werden, um Fehlfunktionen zu verhindern. Die Bildstabilisierung stellt sich automatisch auf die eingestellte Brennweite des Objektivs ein, sofern dessen Daten der Kamerafirmware bekannt sind. Die Brennweite adaptierter Fremdobjektive, aber auch alter Pentax-Objektive kann manuell eingestellt werden, was in der Regel nur bei Festbrennweiten wirklich praktikabel ist.
- Vorbereitung für Infrarot-Fernbedienung
- Steuerung von Pentax-Systemblitzgeräten über das eingebaute Blitzgerät

Möglichkeit der Bildaufzeichnung im PEF- oder im DNG-RAW-Datenformat.